# 吉川英治記念館
吉川英治記念館（よしかわえいじきねんかん）は、東京都青梅市にある、作家・吉川英治の資料を展示する記念館。
記念館は、公益財団法人吉川英治国民文化振興会が、青梅市内の吉川旧宅跡で1977年（昭和52年）に開設した。来館者の減少に伴い2019年（平成31年）3月にいったん閉館後、財団から庭園を含む約5000平方メートルの土地や建物、約11400点の資料の寄付を受け、青梅市が事業主体の青梅市吉川英治記念館（おうめしよしかわえいじきねんかん）として2020年（令和2年）9月に再開館した。
居宅には吉川が使用していた書斎が残り、青梅市の浜中啓一市長が開館前に「学術的な施設というより観光資源と位置づけ、他の観光施設とも連携して来館者を増やしたい」と話したように観光地のしての活用が目指された。開館後は同市の勝沼城跡 、辛垣城跡などの城跡の「御城印」の配布などで来館者数を伸ばしている。
敷地内には長屋門、母屋、離れ（書斎）、土蔵、資料館が建つ。資料館は谷口吉郎の設計で1976年（昭和51年）竣工。吉川が戦時中の疎開のため1944年（昭和19年）から1953年（昭和28年）にかけて住んでいた。吉川は「草思堂」と名付けていた。
吉川英治記念館の旧吉川英治邸（草思堂）については、2023年（令和5年）2月27日付官報で国の登録有形文化財（建造物）として登録された。